# Sally Sarr
Sally Sarr (* 6. Mai 1986) ist ein mauretanisch-französischer ehemaliger Fußballspieler auf der Position eines Abwehrspielers.

## Karriere

### Verein
Sally Sarr spielte im Nachwuchs von Le Havre AC.
2006 wechselte Sarr zum griechischen Verein Thrasyvoulos Fylis und spielte anschließend ab 2009 zwei Jahre beim FC Wil in der Schweizer Challenge League.
Seit Sommer 2011 ist Sarr beim FC Luzern in der Schweizer Super League, wo er einem Vertrag bis Ende Juni 2017 besitzt. Sein auslaufender Vertrag wurde vom FC Luzern nicht mehr verlängert. Er wechselte darauf ablösefrei zum Schweizer Traditionsverein Servette FC Genève, wo er einen 2-Jahres-Vertrag erhielt. Im Sommer 2019 wechselte Sarr zu Étoile Carouge.

### Nationalmannschaft
Sarr debütierte am 2. September 2016 beim 1:1 im Afrika-Cup-Qualifikationsauswärtsspiel für den Afrika-Cup 2017 gegen Südafrika für die Mauretanische Fußballnationalmannschaft.